# Хмелева (Нижньогородська область)
Хмелева (рос. Хмелевая) — село в Варнавинському районі Нижньогородської області Російської Федерації.
Населення становить 12 осіб. Входить до складу муніципального утворення Сєвєрна сільрада.

## Історія
Від 2009 року входить до складу муніципального утворення Сєвєрна сільрада.

## Населення
| 1999 | 2002 | 2010 |
| ---- | ---- | ---- |
| 39   | ↘27  | ↘12  |